# Actuel
Actuel fou una revista publicada a França entre 1968 i 1994, creada pel músic Claude Delcloo. Inicialment es va dedicar a la música jazz per ampliar-se posteriorment a una temàtica molt més diversa després de ser comprada el 1970 per Jen-François Bizot, Bernard Kouchner i Michel-Antoine Burnier. Durant la dècada dels anys 1970 es va convertir progressivament en un referent de la premsa irreverent de França. Va publicar obres d'artistes internacionals com Robert Crumb o Richard Corben, entre molts altres.